# فوگینگ
فوگینگ (به آلمانی: Fugging) یک منطقهٔ مسکونی در اتریش است که در Obritzberg-Rust واقع شده‌است.